# Liutenka, Hadeaci
Liutenka (în ucraineană Лютенька) este localitatea de reședință a comunei Liutenka din raionul Hadeaci, regiunea Poltava, Ucraina.

## Demografie
Componența lingvistică a localității Liutenka
     Ucraineană (98,01%)
     Rusă (1,8%)
     Alte limbi (0,1%)
Conform recensământului din 2001, majoritatea populației localității Liutenka era vorbitoare de ucraineană (98,01%), existând în minoritate și vorbitori de rusă (1,8%).